# 金匱要略
《金匱要略方論》，簡稱《金匱要略》，中医临床著作，东汉张仲景撰，為《傷寒雜病論》的一部份，主要內容為雜病部份，參雜幾條《傷寒論》部分條文。

## 歷史源流
《傷寒雜病論》因漢末之後歷史上長年的戰亂而隱佚，後晉代王叔和得《傷寒雜病論》稿而將傷寒部份獨立成《傷寒論》一書。雜病部份未在當世流通。直到北宋仁宗時代，王洙於館閣時偶然發現蠹簡中有《金匱玉函要略方》三卷，上卷為傷寒，中卷論雜病，下卷載其方。
後在與林億等人所校訂之宋版《傷寒論》比較核對下，朝臣將宋版《傷寒論》未有的「雜病」、「方劑」、「婦人病」部分單獨取出，並引用其他醫書為參考補足，而成《金匱要略》一書，凡二十篇。

## 內容
本書主要以病證作為分類，主治內傷雜病，於霍亂病、百合病、陰陽毒、瘧病、虛勞、瘀血病、胸痹病、水飲病、咳嗽病、婦女雜病等皆有涉入，依病名分類，列方處置。

## 成就
《金匮要略》是《伤寒杂病论》的杂病部分，也是中國现存最早论述杂病诊治的专著。该书言语简炼、处方精当，包括针灸治疗理论基础及治疗原则、针灸应用规律、治疗作用、针药并用、杂病治疗、治未病思想及针灸禁忌证等内容，是中医学习过程中不可或缺的重要典籍。本书开创了“痰饮致眩”的理论先河，并提出“病痰饮者，当以温药和之”等治疗方法，为后世医家从痰饮论治本病奠定了理论基础。